# Pyrrharctia isabella
Pyrrharctia isabella (polilla tigre Isabella- oruga lanuda) puede ser encontrada en muchas regiones frías, incluyendo el Ártico. La larva de la oruga oso lanudo emerge del huevo en otoño y sobrevive al invierno congelándose.
En la mayoría de los climas templados, las orugas se convierten en polillas dentro de los meses siguientes a la eclosión, pero en el Ártico el periodo de verano para el crecimiento vegetativo —y para ello la alimentación— es tan corto que la oruga lanuda tiene que alimentarse por varios veranos, congelándose cada invierno hasta que finalmente llega a pupa. Algunas son conocidas por vivir hasta 14 inviernos.

## Aspecto
La larva es negra en ambos extremos, con o sin una banda de color cobre rojizo en el medio. La polilla adulta es de color amarillo mate a naranja con un tórax robusto y peludo y una cabeza pequeña. Sus alas tienen manchas negras escasas y los segmentos proximales en su primer par de patas son de color rojo-naranja brillante.

Las setas (pelos) de la oruga oso lanudo no inyectan veneno y no son urticantes —normalmente no causan irritación, lesión, inflamación, o hinchazón—.  Sin embargo, es desaconsejable su manejo pues las cerdas pueden causar dermatitis en personas con piel sensible.  Su mecanismo de defensa principal está en enrollarse como una pelota si se siente en peligro.

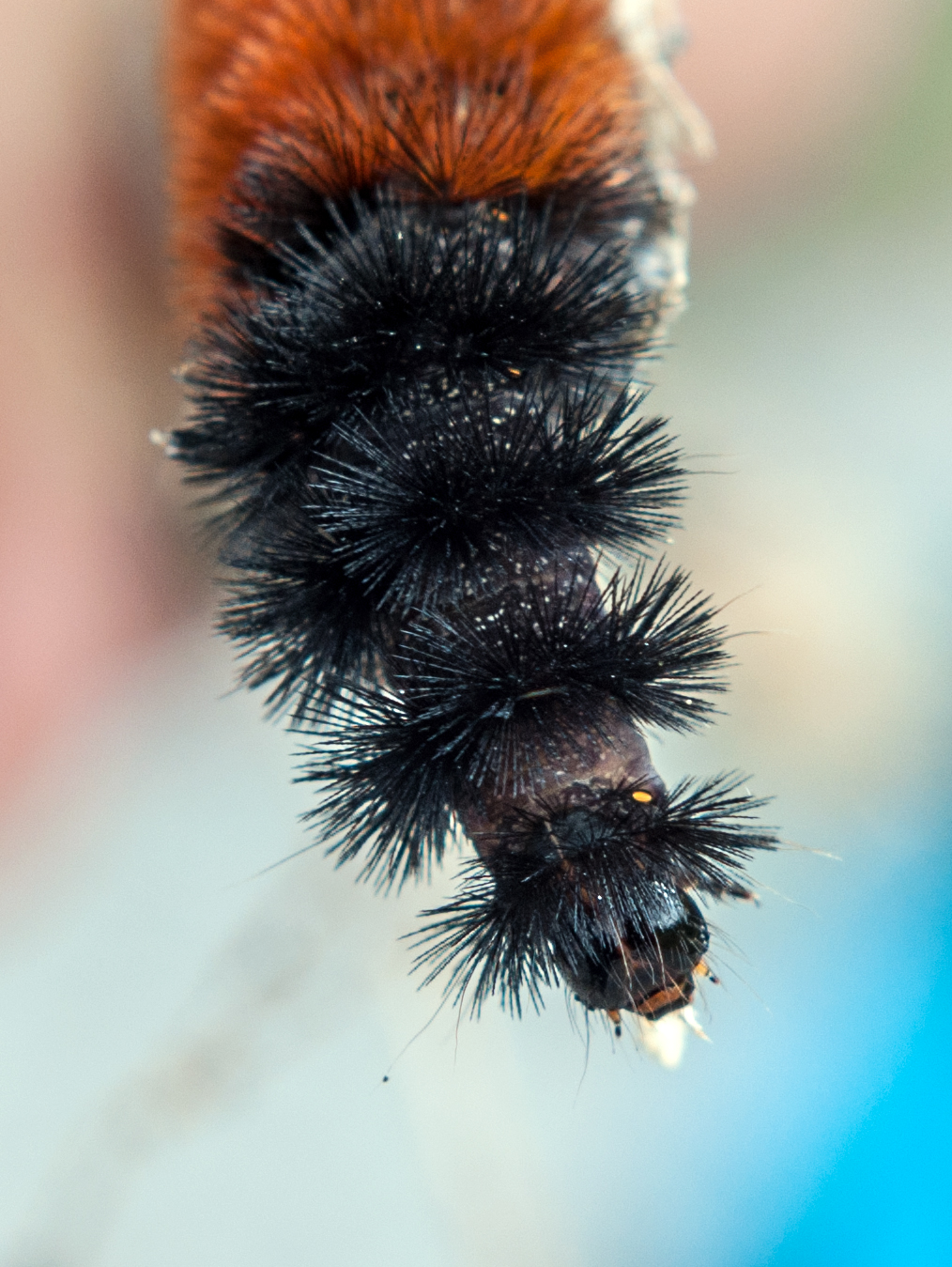
Cabeza de una oruga
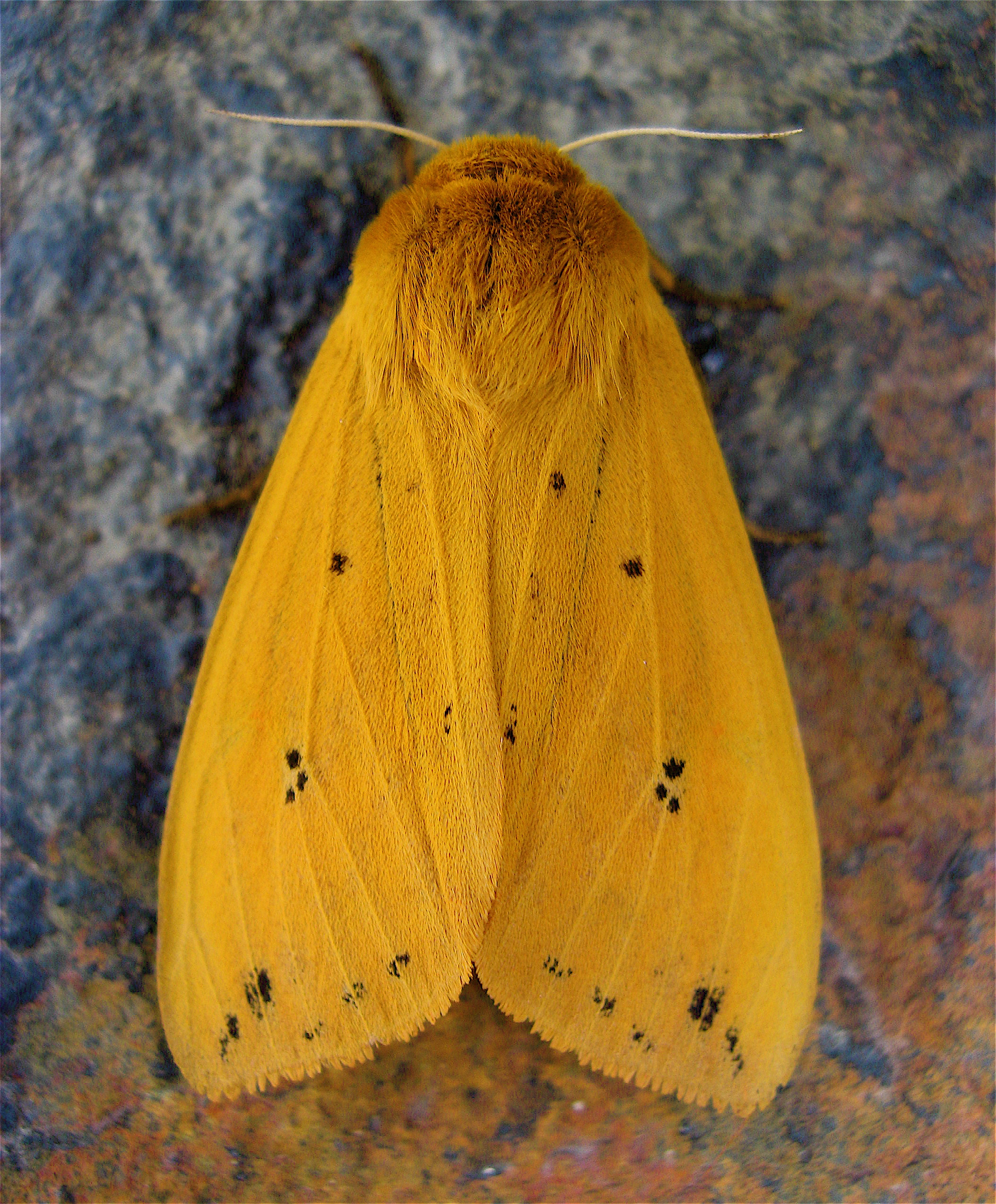
Polilla tigre Isabella adulta
- Oruga forrajeando

## Dieta
Es un alimentador generalista, su dieta consiste de muchas diferentes especies de plantas, especialmente hierbas y forraje.

### Especies relacionadas
La investigación ha demostrado las larvas de una polilla relacionada Grammia incorrupta (cuyas larvas son también llamadas "orugas lanudas") Consumen hojas cargadas de alcaloides que ayudan a combatir las larvas de moscas parásitas internas. Este fenómeno se dice que es "la primera demostración clara de la automedicación entre los insectos".

## En la cultura

### Folclore
El folclore del oriente de los Estados Unidos y Canadá sostiene que las cantidades relativas de café y negro en la piel de una oruga lanuda (generalmente abundante en otoño) es una indicación de la severidad del invierno venidero. Se cree que si la raya marrón de la oruga oso lanudo es gruesa, el invierno será suave y si la raya café es estrecha, el invierno será severo. En realidad, las crías de la misma puesta de huevos pueden mostrar una variación considerable en su distribución de color, y la banda café tiende a crecer con la edad; si hay algo de verdad del relato, es altamente especulativo.

### Festivales de la oruga lanuda
Los festivales de la oruga lanuda están repartidos en varias ubicaciones en el otoño.
- Vermilion, Ohio, en octubre, comenzó en 1973, cuenta con concursos de disfraces de oruga oso lanudo para niños y mascotas y el Bear Wooly 500, carreras de orugas.[6]
- Banner Elk, Carolina del Norte, Comenzó en 1977, cuenta con artesanías, alimentos y carreras. La oruga lanuda ganadora predice el clima de invierno para el invierno siguiente.[7]
- Beattyville, Kentucky, comenzó 1987, llamado "Festival Oruga Lanuda", con comida, vendedores, música en vivo y una "carrera de orugas lanudas" en la cual la gente corre con la oruga lanuda en cuerdas verticales.
- Lewisburg, Pensilvania, a principios del otoño, comenzó en 1997, con artesanías para niños, comida, juegos, un desfile de mascotas, y una "Ceremonia de Pronóstico del Tiempo".
- Oil City, Pensilvania, El Jamboree de la oruga oso lanuda, comenzado en 2008, ofrece el "valle Vick del aceite" para predecir el tiempo del invierno. Aunque algunos pueden estar esperado que algún día pueda atraer una multitud similar a Punxsutawney Phil, Oil valle Vick que hizo su primer y único pronóstico en 2008.[8]
- Lion's Head, Ontario, Se ha celebrado durante dos años para competir Wiarton Willie.
- Little Valley, New York, Ha celebrado un "Woolly Bear Weekend" [sic] desde 2012.[9]